# Robert Firth
Robert Edwin Firth (20 de febrero de 1887, Sheldon, Inglaterra - 1966) fue un futbolista inglés que jugó por Birmingham, Wellington Town, Nottingham Forest, Port Vale y Southend United. Marcó 22 goles en 242 partidos en la English Football League. Más tarde entrenó a los equipos españoles de La Liga Racing de Santander y Real Madrid, llevando a los cántabros a un segundo lugar en 1930-31 y al Madrid a dos títulos del Campeonato Regional Centro y a un primer lugar en La Liga en 1932-33 y un segundo lugar en 1933-34.

## Trayectoria

### Jugador
Firth jugó para Birmingham Corporation Transport y Golders Green antes de unirse a Birmingham. Jugó nueve partidos de Segunda División y FA Cup en la temporada 1909-10. Marcó su primer gol en la English Football League el 10 de diciembre de 1910, en una victoria por 1-0 sobre Lincoln City en Sincil Bank, y luego marcó dos goles en 18 partidos en la campaña 1910-11. Después de dejar St Andrew's, jugó para Wellington Town y Nottingham Forest, antes de unirse a Port Vale en junio de 1921 después de servir en la Royal Field Artillery durante la Primera Guerra Mundial. Reclamó su primer gol para el club el 29 de agosto, en una victoria por 3-0 sobre Clapton Orient en el Old Recreation Ground.  Luego anotó cinco goles en 39 partidos de Segunda División en la temporada 1921-22, y fue miembro del equipo que compartió la North Staffordshire Infirmary Cup en 1922. Sin embargo, fue liberado al final de la temporada y se mudó al Southend United. 

### Entrenador
Entrenó el Racing de Santander de 1930 a 1932. Lideró a «los montañeses» al subcampeonato de liga 1930-31, por detrás del Athletic Club, campeón por tener una mejor diferencia de goles. Al curso siguiente finalizaron en cuarto lugar, si bien, pese a los buenos resultados, el conjunto racinguista anunció su destitución antes de la gira africana del club que dio comienzo a inicios del mes de junio.
Fue así como cambió los Campos de Sport por el estadio de Chamartín del Madrid Football Club. Pasó apenas un año en el cargo, donde revalidó el título de campeón de liga del club logrado el año anterior con Lippo Hertzka. En la que habría de ser su segunda y última temporada, donde los madrileños finalizaron como subcampeones de liga, únicamente dirigió los seis primeros encuentros del campeonato antes de ser cesado tras una contundente derrota por 5-1 ante el Athletic Club, encuentro a la postre decisivo para un título que quedó en poder de los bilbaínos por el margen de una victoria. Antes, Firth llevó al club a dos títulos sucesivos del Campeonato Regional Centro, y a la final del Campeonato de España de Copa de 1933 que terminó con derrota por 2-1 ante, nuevamente, el citado conjunto rojiblanco.

## Estadísticas

### Clubes
Actualizado a fin de carrera.
| Club                   | Temporada     | Div.          | Liga  | Liga  | FA Cup | FA Cup | Total | Total  |
| Club                   | Temporada     | Div.          | Part. | Goles | Asist. | Part.  | Goles | Asist. |
| ---------------------- | ------------- | ------------- | ----- | ----- | ------ | ------ | ----- | ------ |
| Birmingham City F. C.  | 1909-10       | 2.ª           | 8     | 0     | 1      | 0      | 9     | 0      |
| Birmingham City F. C.  | 1910-11       | 2.ª           | 17    | 2     | 1      | 0      | 18    | 2      |
| Birmingham City F. C.  | Total club    | Total club    | 25    | 2     | 2      | 0      | 27    | 2      |
| Nottingham Forest F.C. | 1911-12       | 2.ª           | 31    | 4     | 1      | 0      | 32    | 4      |
| Nottingham Forest F.C. | 1912-13       | 2.ª           | 24    | 1     | 1      | 0      | 25    | 1      |
| Nottingham Forest F.C. | 1913-14       | 2.ª           | 37    | 6     | 2      | 0      | 39    | 6      |
| Nottingham Forest F.C. | 1919-20       | 2.ª           | 31    | 3     | 1      | 0      | 31    | 3      |
| Nottingham Forest F.C. | 1920-21       | 2.ª           | 18    | 1     | 0      | 0      | 18    | 1      |
| Nottingham Forest F.C. | Total club    | Total club    | 141   | 15    | 5      | 0      | 146   | 15     |
| Port Vale F. C.        | 1921-22       | 2.ª           | 39    | 5     | 1      | 0      | 40    | 5      |
| Southend United F. C.  | 1922-23       | 3.ª Sur       | 37    | 1     | 4      | 1      | 41    | 2      |
| Total carrera          | Total carrera | Total carrera | 242   | 23    | 12     | 1      | 254   | 24     |

## Palmarés

### Como entrenador
| Título              | Club         | Año  |
| ------------------- | ------------ | ---- |
| Campeonato de Liga  | Madrid F. C. | 1933 |
| Campeonato Regional | Madrid F. C. | 1933 |
| Campeonato Regional | Madrid F. C. | 1934 |